# فلوتمازپام
فلوتمازپام (انگلیسی: Flutemazepam) یک آنالوگ فلوئوردار تمازپام است که دارای خواص خواب‌آور، آرام‌بخش، فراموش‌کننده، ضداضطراب، ضد تشنج و شل‌کننده عضلات اسکلتی است. از نظر ساختار بیشتر با تمازپام مرتبط است، زیرا به جای آنالوگ کلرو، فلوئورو است. در نتیجه مشخص شده‌است که فلوتمازپام دارای خواص دارویی مشابه تمازپام و نیمتازپام است. مشخص شده‌است که برای درمان شدیدترین حالت‌های اضطراب، حملات پانیک و بی‌خوابی شدید مؤثر است. فلوتمازپام برای حالات روان پریشی حاد، به ویژه روان پریشی محرک، رفتار خشونت آمیز، و پرخاشگری بسیار موثر است.